# Gane
En gane (Latin: palatum) er skillevæggen mellem mundhule og næsehule, og ganen danner således loftet i mundhulen. Ganen består af to lag, et hårdt lag dannet af et fremspring på overkæbeknoglen, samt et blødt lag bestående af muskelfibre i en mukøs membran.

## Struktur
Ganen består af to områder, en hård gane og en blød gane. 

### Hårde gane
Den hårde gane består af knoglefremspringet lamina horizontalis, fra overkæbebenet. Disse udspringer i begge lateralsidder af corpus maxillae og mødes i midten i sutura palatina mediana, hvor de vokser sammen. Knoglepladen er dækket af en slimhinde, men danner ellers alene den hårde gane.
Slimhinden der dækker den hårde gane er grårød og meget stramt bundet til knoglevævet og dækker for talrige kirtler (glandulae palatinae), nerver og kar.

### Bløde gane
Den bløde gane er fæstnet til bagsiden af den hårde gane via et kraftigt senenet, aponeurosis palatina. Den bløde gane er en slimhinde som opretholdes af denne aponeurose, samt talrige gane og svælgmuskler som binder til denne aponeurose. Slimhinden er her mere rødlig, da den er tyndere og blodets farve derfor mere synlig. Den er desuden betydeligt løsere sammenlignet med den hårde gane.
Bagsiden af den bløde gane, hvor overgangen til svælget forekommer, hænger frit ned i mundhulen i form af drøbelen, en lille bold af slimhinde. Siderne af den bløde gane overgår uden klar afgrænsing til svælgvæv.
Musklerne omkring den bløde gane er med til at forme denne og to særligt prominerende strukturer er arcus palatoglossus (den forreste ganebue), dannet af musculus palatoglossus; samt arcus palatopharyngeus (den bagerste ganebue), dannet af musculus palatopharyngeus. De to arci er bueformede promineringer dannet af disse to muskler der presser ind mod mundhulen under deres forløb.

### Ganemuskler
Særlig den bløde gane er formet af de mange ganemuskler der løber rundt om og i forbindelse med ganen.
| Billede | Muskel                         | Funktion                                       | Lokation |
| ------- | ------------------------------ | ---------------------------------------------- | --- |
|         | Musculus tensor veli palatini  | Strammer den bløde gane til siderne.           | Løber fra flere punkter på forsiden af basis cranii externa, forløber ude i lateralsiderne af ganen og binder sig til siderne af dennes aponeurose.       |
|         | Musculus levator veli palatini | Løfter den bløde gane.                         | Løber fra pars petrosa af tindingebenet og hæfter sig til oversiden af den bløde ganes aponeurose.                                                        |
|         | Musculus uvulae                | Bevæger drøbelen.                              | Udspringer fra spina nasalis posterior på midten af ganebenet og går ned for at inserere i drøbelen.                                                      |
|         | Musculus palatoglossus         | Løfter bagsiden af tungen og strammer pharynx. | Lateralsiderne af aponeurosen, bevæger sig rundt i siden af den bløde gane hvor den danner den forreste ganebue og inserer så i siderne af tungen.        |
|         | Musculus palatopharyngeus      | Løfter svælget ved synkning.                   | Går som en dyne fra aponeurosen, nedover siderne af den bløde gane hvor den danner den bagerste ganebue og insererer så på siderne af svælgets slimhinde. |

## Referrencer
1. 1 2  Tranum-Jensen, Jørgen. Hovedets, halsens og de indre organers anatomi (11 udgave). Munksgaard. ISBN 978-87-628-1559-9.